# 작은 도둑
《작은 도둑》은 1994년 6월 3일에 MBC에서 방영한 베스트극장이다.

## 줄거리
정은은 살고 있는 달동네가 도시개발 때문에 철거됨에 따라 아랫동네의 부자집들을 바라보며 세상이 불공평하다고 절실히 느낀다. 이런 정은은 보석함을 도둑질할 때가 가장 행복하다. 보석함을 갖는 것만이 바로 자기가 꿈꿀 수 있는 가장 아름다운 세상이라고 생각하기 때문이다. 이 무렵 정은에게 잘생긴 교생선생님이 나타난다. 그에게 영향을 받은 정은은 다시 보석함을 하나씩 제자리에 갖다놓는 작업을 시작한다.

## 등장 인물

### 주요 인물
- 심은하 : 이정은 역
- 이종원 : 박근석 역

### 그 외 인물
- 황인정 : 김진영 역 - 정은네 반 반장
- 정현옥 : 최윤정 역 - 정은네 반 친구
- 차윤회 : 정은의 아버지 역
- 박정수 : 정은의 어머니 역
- 최주봉 : 체육교사 역
- 정한헌 : 시계방 주인 역
- 이형진
- 순동운
- 최재형
- 고용화
- 김현미
- 조민기 : 상가 보안요원 역
- 김나우
- 홍경아
- 김다영
- 박하늬